# Campionato mondiale di Formula 1 1960
Il campionato mondiale di Formula 1 1960 organizzato dalla FIA è stato, nella storia della categoria, l'11° ad assegnare il campionato piloti e il 3° ad assegnare il campionato costruttori. È iniziato il 7 febbraio ed è terminato il 20 novembre, dopo 10 gare. I titoli mondiali sono andati per il secondo anno consecutivo a Jack Brabham e alla Cooper.
Per l'ultima volta tra le prove mondiali si annovera anche la 500 Miglia di Indianapolis che dal 1961 non farà più parte del campionato.

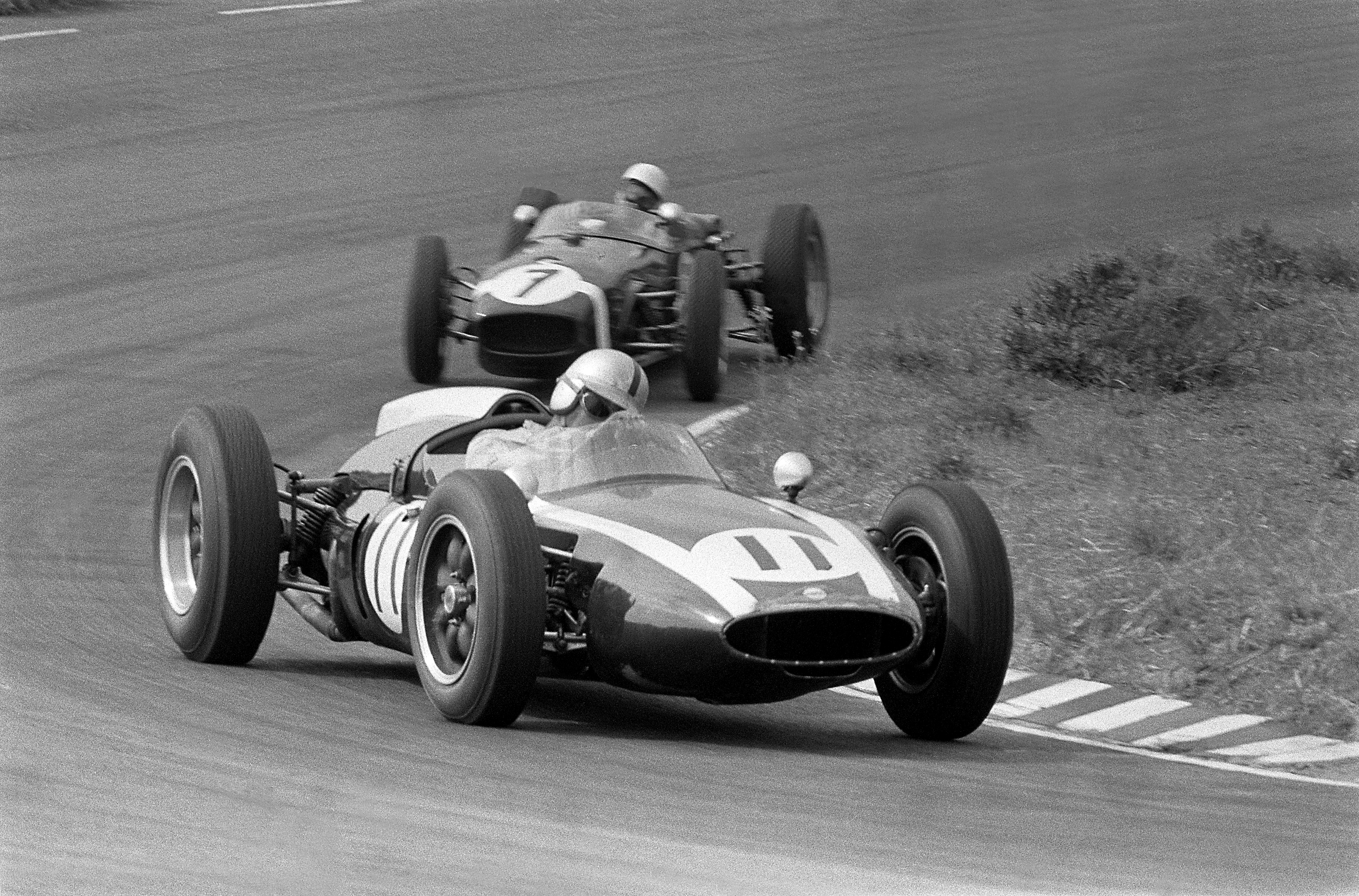
Jack Brabham sulla Cooper T53 (in primo piano), campioni del mondo per il secondo anno consecutivo nelle rispettive classifiche.

## Piloti e Scuderie
| Scuderia                              | Costruttore  | Vettura             | Motore                | Gomme | Pilota                    | Gare            |
| ------------------------------------- | ------------ | ------------------- | --------------------- | ----- | ------------------------- | --------------- |
| Camoradi International                | Porsche      | Behra               | Porsche F4            | D     | Masten Gregory            | 1               |
| Camoradi International                | Porsche      | Behra               | Porsche F4            | D     | Fred Gamble               | 9               |
| Scuderia Centro Sud                   | Cooper       | T51                 | Maserati L4 Climax L4 | D     | Roberto Bonomi            | 1               |
| Scuderia Centro Sud                   | Cooper       | T51                 | Maserati L4 Climax L4 | D     | Carlos Menditeguy         | 1               |
| Scuderia Centro Sud                   | Cooper       | T51                 | Maserati L4 Climax L4 | D     | Masten Gregory            | 2, 4, 6-8       |
| Scuderia Centro Sud                   | Cooper       | T51                 | Maserati L4 Climax L4 | D     | Ian Burgess               | 2, 6-7, 10      |
| Scuderia Centro Sud                   | Cooper       | T51                 | Maserati L4 Climax L4 | D     | Maurice Trintignant       | 2, 4, 6, 10     |
| Scuderia Centro Sud                   | Cooper       | T51                 | Maserati L4 Climax L4 | D     | Mário de Araújo Cabral    | 8               |
| Scuderia Centro Sud                   | Cooper       | T51                 | Maserati L4 Climax L4 | D     | Alfonso Thiele            | 9               |
| Scuderia Centro Sud                   | Cooper       | T51                 | Maserati L4 Climax L4 | D     | Wolfgang von Trips        | 10              |
| Giorgio Scarlatti                     | Maserati     | 250F                | Maserati L6           | D     | Giorgio Scarlatti         | 1               |
| Nasif Estéfano                        | Maserati     | 250F                | Maserati L6           | D     | Nasif Estéfano            | 1               |
| Antonio Creus                         | Maserati     | 250F                | Maserati L6           | D     | Antonio Creus             | 1               |
| Gino Munaron                          | Maserati     | 250F                | Maserati L6           | D     | Gino Munaron              | 1               |
| Cooper Car Company                    | Cooper       | T51 T53             | Climax L4             | D     | Bruce McLaren             | 1-2, 4-8, 10    |
| Cooper Car Company                    | Cooper       | T51 T53             | Climax L4             | D     | Jack Brabham              | 1-2, 4-8, 10    |
| Cooper Car Company                    | Cooper       | T51 T53             | Climax L4             | D     | Chuck Daigh               | 7               |
| Cooper Car Company                    | Cooper       | T51 T53             | Climax L4             | D     | Ron Flockhart             | 10              |
| Team Lotus                            | Lotus        | 18 16               | Climax L4             | D     | Innes Ireland             | 1-2, 4-8, 10    |
| Team Lotus                            | Lotus        | 18 16               | Climax L4             | D     | Alan Stacey               | 1-2, 4-5        |
| Team Lotus                            | Lotus        | 18 16               | Climax L4             | D     | Alberto Rodríguez Larreta | 1               |
| Team Lotus                            | Lotus        | 18 16               | Climax L4             | D     | John Surtees              | 2, 7-8, 10      |
| Team Lotus                            | Lotus        | 18 16               | Climax L4             | D     | Jim Clark                 | 4-8, 10         |
| Team Lotus                            | Lotus        | 18 16               | Climax L4             | D     | Ron Flockhart             | 6               |
| Scuderia Ferrari                      | Ferrari      | 246 256 Dino 156 F2 | Ferrari V6            | D     | Cliff Allison             | 1-2             |
| Scuderia Ferrari                      | Ferrari      | 246 256 Dino 156 F2 | Ferrari V6            | D     | Phil Hill                 | 1-2, 4-9        |
| Scuderia Ferrari                      | Ferrari      | 246 256 Dino 156 F2 | Ferrari V6            | D     | Olivier Gendebien         | 1               |
| Scuderia Ferrari                      | Ferrari      | 246 256 Dino 156 F2 | Ferrari V6            | D     | Wolfgang von Trips        | 1-2, 4-9        |
| Scuderia Ferrari                      | Ferrari      | 246 256 Dino 156 F2 | Ferrari V6            | D     | José Froilán González     | 1               |
| Scuderia Ferrari                      | Ferrari      | 246 256 Dino 156 F2 | Ferrari V6            | D     | Richie Ginther            | 2, 4, 9         |
| Scuderia Ferrari                      | Ferrari      | 246 256 Dino 156 F2 | Ferrari V6            | D     | Willy Mairesse            | 5-6, 9          |
| Ecurie Bleue                          | Cooper       | T51                 | Climax L4             | D     | Harry Schell              | 1               |
| Rob Walker Racing Team                | Lotus        | 18                  | Climax L4             | D     | Stirling Moss             | 2, 4-5, 8, 10 1 |
| Rob Walker Racing Team                | Cooper       | T51                 | Climax L4             | D     | Stirling Moss             | 2, 4-5, 8, 10 1 |
| Rob Walker Racing Team                | Cooper       | T51                 | Climax L4             | D     | Maurice Trintignant       | 1               |
| Rob Walker Racing Team                | Cooper       | T51                 | Climax L4             | D     | Lance Reventlow           | 7               |
| Owen Racing Organisation              | BRM          | P25 P48             | BRM L4                | D     | Jo Bonnier                | 1-2, 4-8, 10    |
| Owen Racing Organisation              | BRM          | P25 P48             | BRM L4                | D     | Graham Hill               | 1-2, 4-8, 10    |
| Owen Racing Organisation              | BRM          | P25 P48             | BRM L4                | D     | Dan Gurney                | 2, 4-8, 10      |
| Ettore Chimeri                        | Maserati     | 250F                | Maserati L6           | D     | Ettore Chimeri            | 1               |
| Reventlow Automobiles Inc             | Scarab       | F1                  | Scarab L4             | D     | Chuck Daigh               | 1-2, 4-6, 10    |
| Reventlow Automobiles Inc             | Scarab       | F1                  | Scarab L4             | D     | Lance Reventlow           | 2, 4-5          |
| Reventlow Automobiles Inc             | Scarab       | F1                  | Scarab L4             | D     | Richie Ginther            | 6               |
| Fred Tuck Cars                        | Cooper       | T51                 | Climax L4             | D     | Bruce Halford             | 2               |
| High Efficiency Motors                | Cooper       | T51                 | Climax L4             | D     | Roy Salvadori             | 2, 10           |
| Yeoman Credit Racing Team             | Cooper       | T51                 | Climax L4             | D     | Chris Bristow             | 2, 4-5          |
| Yeoman Credit Racing Team             | Cooper       | T51                 | Climax L4             | D     | Tony Brooks               | 2, 4-5, 7-8, 10 |
| Yeoman Credit Racing Team             | Cooper       | T51                 | Climax L4             | D     | Olivier Gendebien         | 5-8, 10         |
| Yeoman Credit Racing Team             | Cooper       | T51                 | Climax L4             | D     | Henry Taylor              | 6-8, 10         |
| Yeoman Credit Racing Team             | Cooper       | T51                 | Climax L4             | D     | Bruce Halford             | 6               |
| Yeoman Credit Racing Team             | Cooper       | T51                 | Climax L4             | D     | Phil Hill                 | 10              |
| Brian Naylor                          | JBW          | 59                  | Maserati L4           | D     | Brian Naylor              | 2, 7, 9-10      |
| Scuderia Castellotti                  | Cooper       | T51                 | Castellotti L4        | D     | Gino Munaron              | 2, 6-7, 9       |
| Scuderia Castellotti                  | Cooper       | T51                 | Castellotti L4        | D     | Giorgio Scarlatti         | 2, 6-7, 9       |
| Scuderia Castellotti                  | Cooper       | T51                 | Castellotti L4        | D     | Giulio Cabianca           | 9               |
| Reg Parnell                           | Cooper       | T51                 | Climax L4             | D     | Henry Taylor              | 4               |
| David Brown Corporation               | Aston Martin | DBR4 DBR5           | Aston Martin L6       | D     | Roy Salvadori             | 4, 7            |
| David Brown Corporation               | Aston Martin | DBR4 DBR5           | Aston Martin L6       | D     | Maurice Trintignant       | 7               |
| Ecurie Maarsbergen                    | Cooper       | T51                 | Climax L4             | D     | Carel Godin de Beaufort   | 4-5             |
| Taylor-Crawley Racing Team            | Lotus        | 18                  | Climax L4             | D     | Mike Taylor               | 5               |
| Equipe Nationale Belge                | Cooper       | T45                 | Climax L4             | D     | Lucien Bianchi            | 5-7             |
| Vandervell Products Ltd               | Vanwall      | VW 11               | Vanwall L4            | D     | Tony Brooks               | 6               |
| Robert Bodle Ltd                      | Lotus        | 16                  | Climax L4             | D     | David Piper               | 6-7             |
| Gilby Engineering                     | Cooper       | T45                 | Maserati L4           | D     | Keith Greene              | 7               |
| CT Atkins                             | Cooper       | T51                 | Climax L4             | D     | Jack Fairman              | 7               |
| Arthur Owen                           | Cooper       | T45                 | Climax L4             | D     | Arthur Owen               | 9               |
| Wolfgang Seidel                       | Cooper       | T45                 | Climax L4             | D     | Wolfgang Seidel           | 9               |
| Scuderia Colonia                      | Cooper       | T43                 | Climax L4             | D     | Piero Drogo               | 9               |
| Horace Gould                          | Maserati     | 250F                | Maserati L6           | D     | Horace Gould              | 9               |
| Porsche KG Porsche System Engineering | Porsche      | 718                 | Porsche F4            | D     | Edgar Barth               | 9               |
| Porsche KG Porsche System Engineering | Porsche      | 718                 | Porsche F4            | D     | Hans Herrmann             | 9               |
| Equipe Prideaux                       | Cooper       | T43                 | Climax L4             | D     | Vic Wilson                | 9               |
| Joe Lubin                             | Maserati     | 250F                | Maserati L4           | D     | Bob Drake                 | 10              |
| Momo Corporation                      | Lotus        | 18                  | Climax L4             | D     | Walt Hansgen              | 10              |
| Jim Hall                              | Lotus        | 18                  | Climax L4             | D     | Jim Hall                  | 10              |
| Fred Armbruster                       | Cooper       | T45                 | Ferrari L4            | D     | Pete Lovely               | 10              |

## Riassunto della stagione

### Gran Premio d'Argentina

Il circuito di Buenos Aires

Ordine d'arrivo
1. Bruce McLaren (Cooper-Climax)
2. Cliff Allison (Ferrari)
3. Stirling Moss (Cooper)
Maurice Trintignant (Cooper)
4. Carlos Menditeguy (Cooper-Maserati)
5. Wolfgang von Trips (Ferrari)
6. Innes Ireland (Lotus-Climax)

### Gran Premio di Monaco

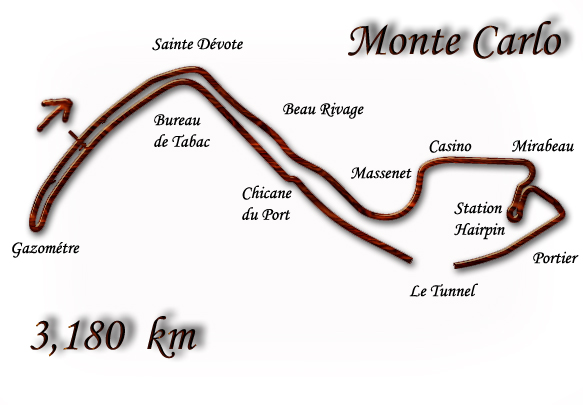
Il circuito cittadino di Montecarlo

Ordine d'arrivo
1. Stirling Moss (Lotus-Climax)
2. Bruce McLaren (Cooper-Climax)
3. Phil Hill (Ferrari)
4. Tony Brooks (Cooper)
5. Jo Bonnier (BRM)
6. Richie Ginther (Ferrari)

### 500 Miglia di Indianapolis

L'ovale di Indianapolis

Ordine d'arrivo
1. Jim Rathmann
2. Rodger Ward
3. Paul Goldsmith
4. Don Branson
5. Johnny Thomson
6. Eddie Johnson

### Gran Premio d'Olanda

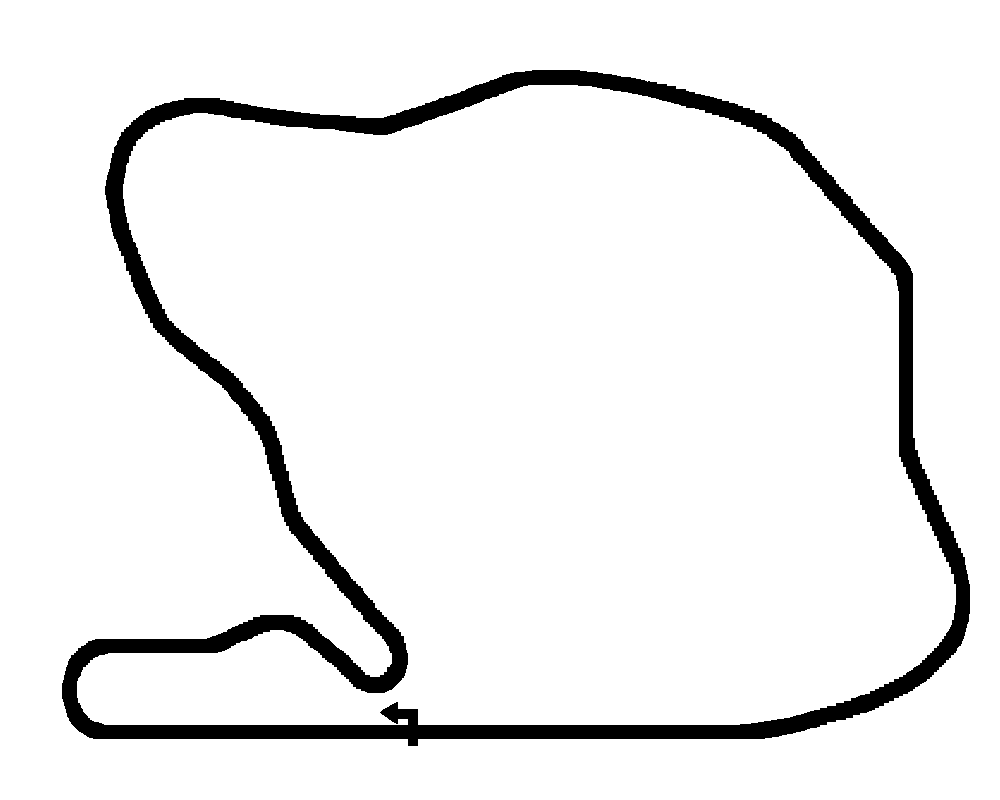
Il circuito di Zandvoort

Ordine d'arrivo
1. Jack Brabham (Cooper-Climax)
2. Innes Ireland (Lotus-Climax)
3. Graham Hill (BRM)
4. Stirling Moss (Lotus-Climax)
5. Wolfgang von Trips (Ferrari)
6. Richie Ginther (Ferrari)

### Gran Premio del Belgio

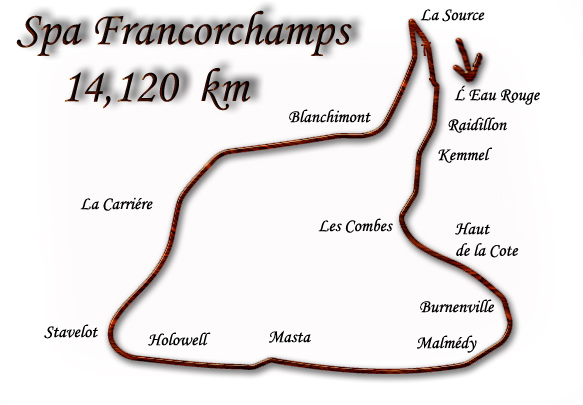
Il vecchio tracciato di Spa

Ordine d'arrivo
1. Jack Brabham (Cooper-Climax)
2. Bruce McLaren (Cooper-Climax)
3. Olivier Gendebien (Cooper)
4. Phil Hill (Ferrari)
5. Jim Clark (Lotus-Climax)
6. Lucien Bianchi (Cooper)

### Gran Premio di Francia

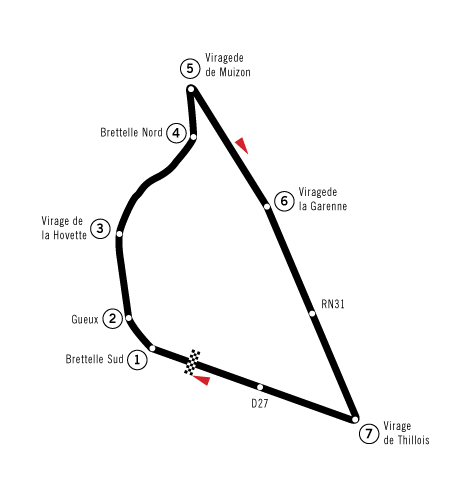
Il circuito di Reims

Ordine d'arrivo
1. Jack Brabham (Cooper-Climax)
2. Olivier Gendebien (Cooper)
3. Bruce McLaren (Cooper-Climax)
4. Henry Taylor (Cooper)
5. Jim Clark (Lotus-Climax)
6. Ron Flockhart (Lotus-Climax)

### Gran Premio di Gran Bretagna

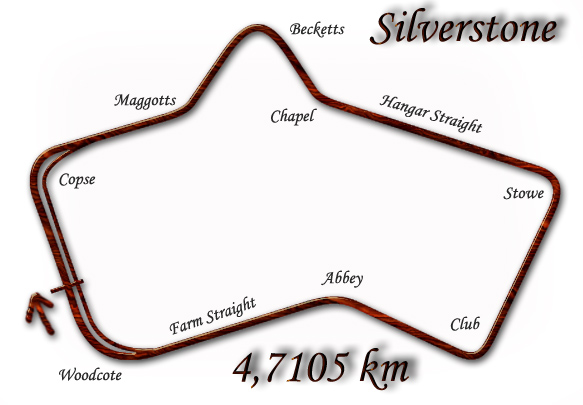
Il circuito di Silverstone utilizzato dal 1952 al 1973

Ordine d'arrivo
1. Jack Brabham (Cooper-Climax)
2. John Surtees (Lotus-Climax)
3. Innes Ireland (Lotus-Climax)
4. Bruce McLaren (Cooper-Climax)
5. Tony Brooks (Cooper)
6. Wolfgang von Trips (Ferrari)

### Gran Premio di Portogallo

Il circuito di Porto

Ordine d'arrivo
1. Jack Brabham (Cooper-Climax)
2. Bruce McLaren (Cooper-Climax)
3. Jim Clark (Lotus-Climax)
4. Wolfgang von Trips (Ferrari)
5. Tony Brooks (Cooper)
6. Innes Ireland (Lotus-Climax)

### Gran Premio d'Italia
Ordine d'arrivo
1. Phil Hill (Ferrari)
2. Richie Ginther (Ferrari)
3. Willy Mairesse (Ferrari)

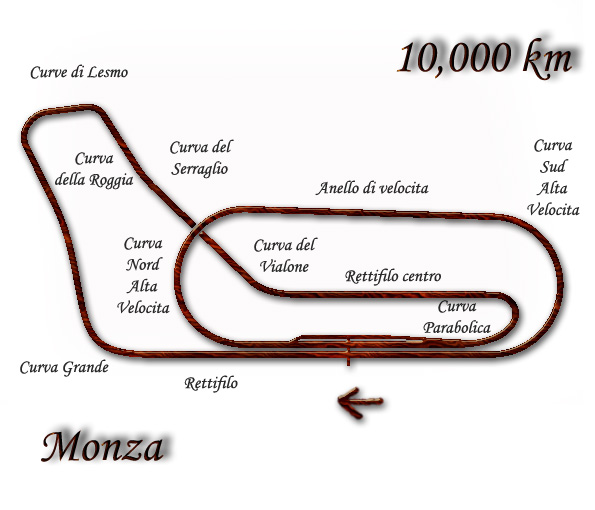
Autodromo Nazionale Monza

4. Giulio Cabianca (Cooper-Castellotti)
5. Wolfgang von Trips (Ferrari)
6. Hans Herrmann (Porsche)

### Gran Premio degli Stati Uniti

Il circuito di Riverside

Ordine d'arrivo
1. Stirling Moss (Lotus-Climax)
2. Innes Ireland (Lotus-Climax)
3. Bruce McLaren (Cooper-Climax)
4. Jack Brabham (Cooper-Climax)
5. Jo Bonnier (BRM)
6. Phil Hill (Cooper)

## Risultati

### Gran Premi
| Rd. | Gran Premio                   | Circuito          | Pole position | Giro veloce   | Pilota vincitore | Team vincitore     | Resoconto |
| --- | ----------------------------- | ----------------- | ------------- | ------------- | ---------------- | ------------------ | --------- |
| 1   | Gran Premio d'Argentina       | Buenos Aires      | Stirling Moss | Stirling Moss | Bruce McLaren    | Cooper-Climax      | Resoconto |
| 2   | Gran Premio di Monaco         | Montecarlo        | Stirling Moss | Bruce McLaren | Stirling Moss    | Lotus-Climax       | Resoconto |
| 3   | 500 Miglia di Indianapolis    | Indianapolis      | Eddie Sachs   | Jim Rathmann  | Jim Rathmann     | Watson-Offenhauser | Resoconto |
| 4   | Gran Premio d'Olanda          | Zandvoort         | Stirling Moss | Stirling Moss | Jack Brabham     | Cooper-Climax      | Resoconto |
| 5   | Gran Premio del Belgio        | Spa-Francorchamps | Jack Brabham  | Jack Brabham  | Jack Brabham     | Cooper-Climax      | Resoconto |
| 6   | Gran Premio di Francia        | Reims             | Jack Brabham  | Jack Brabham  | Jack Brabham     | Cooper-Climax      | Resoconto |
| 7   | Gran Premio di Gran Bretagna  | Silverstone       | Jack Brabham  | Graham Hill   | Jack Brabham     | Cooper-Climax      | Resoconto |
| 8   | Gran Premio del Portogallo    | Boavista          | John Surtees  | John Surtees  | Jack Brabham     | Cooper-Climax      | Resoconto |
| 9   | Gran Premio d'Italia          | Monza             | Phil Hill     | Phil Hill     | Phil Hill        | Ferrari            | Resoconto |
| 10  | Gran Premio degli Stati Uniti | Riverside         | Stirling Moss | Jack Brabham  | Stirling Moss    | Lotus-Climax       | Resoconto |

## Classifiche

### Classifica Piloti
Il sistema di punteggio prevedeva l'attribuzione ai primi sei classificati rispettivamente di 8, 6, 4, 3, 2 ed un punto; da questo campionato fino al 2018 non vi fu più previsto il punto in più a chi segnava il giro più veloce. Per la classifica finale valevano i migliori sei risultati; nella colonna Punti sono indicati i punti effettivamente validi per il campionato, tra parentesi i punti totali conquistati.
Nel GP d'Argentina Stirling Moss, dopo essersi ritirato dalla corsa per un problema meccanico, nella seconda parte di gara salì sulla vettura fino a quel momento guidata da Maurice Trintignant, portandola al traguardo al terzo posto: avendo condiviso la vettura, nessuno dei due piloti ottenne punti iridati.
| Pos. | Pilota                    |     |     |     |     |     |     |     |     |     |     | Punti   |
| ---- | ------------------------- | --- | --- | --- | --- | --- | --- | --- | --- | --- | --- | ------- |
| 1    | Jack Brabham              | Rit | SQ  |     | 1   | 1   | 1   | 1   | 1   |     | 4   | 43      |
| 2    | Bruce McLaren             | 1   | 2   |     | Rit | 2   | 3   | 4   | 2   |     | 3   | 34 (37) |
| 3    | Stirling Moss             | 3   | 1   |     | 4   | NP  |     |     | SQ  |     | 1   | 19      |
| 4    | Innes Ireland             | 6   | 9   |     | 2   | Rit | 7   | 3   | 6   |     | 2   | 18      |
| 5    | Phil Hill                 | 8   | 3   |     | Rit | 4   | 12  | 7   | Rit | 1   | 6   | 16      |
| 6    | Olivier Gendebien         |     |     |     |     | 3   | 2   | 9   | 7   |     | 12  | 10      |
| =    | Wolfgang von Trips        | 5   | 8   |     | 5   | Rit | 11  | 6   | 4   | 5   | 9   | 10      |
| 8    | Jim Rathmann              |     |     | 1   |     |     |     |     |     |     |     | 8       |
| =    | Richie Ginther            |     | 6   |     | 6   |     | NP  |     |     | 2   |     | 8       |
| =    | Jim Clark                 |     |     |     | Rit | 5   | 5   | 16  | 3   |     | 16  | 8       |
| 11   | Tony Brooks               |     | 4   |     | Rit | Rit | Rit | 5   | 5   |     | Rit | 7       |
| 12   | Cliff Allison             | 2   | NQ  |     |     |     |     |     |     |     |     | 6       |
| =    | Rodger Ward               |     |     | 2   |     |     |     |     |     |     |     | 6       |
| =    | John Surtees              |     | Rit |     |     |     |     | 2   | Rit |     | Rit | 6       |
| 15   | Graham Hill               | Rit | 7   |     | 3   | Rit | Rit | Rit | Rit |     | Rit | 4       |
| =    | Paul Goldsmith            |     |     | 3   |     |     |     |     |     |     |     | 4       |
| =    | Willy Mairesse            |     |     |     |     | Rit | Rit |     |     | 3   |     | 4       |
| =    | Joakim Bonnier            | 7   | 5   |     | Rit | Rit | Rit | Rit | Rit |     | 5   | 4       |
| 19   | Henry Taylor              |     |     |     | 7   |     | 4   | 8   |     |     | 14  | 3       |
| =    | Carlos Menditeguy         | 4   |     |     |     |     |     |     |     |     |     | 3       |
| =    | Don Branson               |     |     | 4   |     |     |     |     |     |     |     | 3       |
| =    | Giulio Cabianca           |     |     |     |     |     |     |     |     | 4   |     | 3       |
| 23   | Johnny Thomson            |     |     | 5   |     |     |     |     |     |     |     | 2       |
| 24   | Eddie Johnson             |     |     | 6   |     |     |     |     |     |     |     | 1       |
| =    | Lucien Bianchi            |     |     |     |     | 6   | Rit | Rit |     |     |     | 1       |
| =    | Ron Flockhart             |     |     |     |     |     | 6   |     |     |     | Rit | 1       |
| =    | Hans Herrmann             |     |     |     |     |     |     |     |     | 6   |     | 1       |
| –    | Maurice Trintignant       | 3   | Rit |     | Rit |     | Rit | 11  |     |     | 15  | 0       |
| –    | Lloyd Ruby                |     |     | 7   |     |     |     |     |     |     |     | 0       |
| –    | Edgar Barth               |     |     |     |     |     |     |     |     | 7   |     | 0       |
| –    | Jim Hall                  |     |     |     |     |     |     |     |     |     | 7   | 0       |
| –    | Roy Salvadori             |     | Rit |     | NP  |     |     | Rit |     |     | 8   | 0       |
| –    | Bruce Halford             |     | NQ  |     |     |     | 8   |     |     |     |     | 0       |
| –    | Bob Veith                 |     |     | 8   |     |     |     |     |     |     |     | 0       |
| –    | Carel Godin de Beaufort   |     |     |     | 8   |     |     |     |     |     |     | 0       |
| –    | Piero Drogo               |     |     |     |     |     |     |     |     | 8   |     | 0       |
| –    | Masten Gregory            | 12  | NQ  |     | NP  |     | 9   | 14  | Rit |     |     | 0       |
| –    | Alberto Rodríguez Larreta | 9   |     |     |     |     |     |     |     |     |     | 0       |
| –    | Bud Tingelstad            |     |     | 9   |     |     |     |     |     |     |     | 0       |
| –    | Wolfgang Seidel           |     |     |     |     |     |     |     |     | 9   |     | 0       |
| –    | Dan Gurney                |     | Rit |     | Rit | Rit | Rit | 10  | Rit |     | Rit | 0       |
| –    | Chuck Daigh               |     | NQ  |     | NP  | Rit | NP  | Rit |     |     | 10  | 0       |
| –    | Ian Burgess               |     | NQ  |     |     |     | 10  | Rit |     |     | Rit | 0       |
| –    | José Froilán González     | 10  |     |     |     |     |     |     |     |     |     | 0       |
| –    | Bob Christie              |     |     | 10  |     |     |     |     |     |     |     | 0       |
| –    | Fred Gamble               |     |     |     |     |     |     |     |     | 10  |     | 0       |
| –    | Roberto Bonomi            | 11  |     |     |     |     |     |     |     |     |     | 0       |
| –    | Red Amick                 |     |     | 11  |     |     |     |     |     |     |     | 0       |
| –    | Pete Lovely               |     |     |     |     |     |     |     |     |     | 11  | 0       |
| –    | David Piper               |     |     |     |     |     | NP  | 12  |     |     |     | 0       |
| –    | Duane Carter              |     |     | 12  |     |     |     |     |     |     |     | 0       |
| –    | Gino Munaron              | 13  |     |     |     |     | Rit | 15  |     | Rit |     | 0       |
| –    | Brian Naylor              |     | NQ  |     |     |     |     | 13  |     | Rit | Rit | 0       |
| –    | Bill Homeier              |     |     | 13  |     |     |     |     |     |     |     | 0       |
| –    | Bob Drake                 |     |     |     |     |     |     |     |     |     | 13  | 0       |
| –    | Nasif Estéfano            | 14  |     |     |     |     |     |     |     |     |     | 0       |
| –    | Gene Hartley              |     |     | 14  |     |     |     |     |     |     |     | 0       |
| –    | Chuck Stevenson           |     |     | 15  |     |     |     |     |     |     |     | 0       |
| –    | Bobby Grim                |     |     | 16  |     |     |     |     |     |     |     | 0       |
| –    | Alan Stacey               | Rit | Rit |     | Rit | Rit |     |     |     |     |     | 0       |
| –    | Chris Bristow             |     | Rit |     | Rit | Rit |     |     |     |     |     | 0       |
| –    | Giorgio Scarlatti         | Rit | NQ  |     |     |     |     |     |     | Rit |     | 0       |
| –    | Lance Reventlow           |     | NQ  |     | NP  | Rit |     | NP  |     |     |     | 0       |
| –    | Harry Schell              | Rit |     |     |     |     |     |     |     |     |     | 0       |
| –    | Ettore Chimeri            | Rit |     |     |     |     |     |     |     |     |     | 0       |
| –    | Antonio Creus             | Rit |     |     |     |     |     |     |     |     |     | 0       |
| –    | Shorty Templeman          |     |     | Rit |     |     |     |     |     |     |     | 0       |
| –    | Jim Hurtubise             |     |     | Rit |     |     |     |     |     |     |     | 0       |
| –    | Jimmy Bryan               |     |     | Rit |     |     |     |     |     |     |     | 0       |
| –    | Troy Ruttman              |     |     | Rit |     |     |     |     |     |     |     | 0       |
| –    | Eddie Sachs               |     |     | Rit |     |     |     |     |     |     |     | 0       |
| –    | Don Freeland              |     |     | Rit |     |     |     |     |     |     |     | 0       |
| –    | Tony Bettenhausen         |     |     | Rit |     |     |     |     |     |     |     | 0       |
| –    | Wayne Weiler              |     |     | Rit |     |     |     |     |     |     |     | 0       |
| –    | A.J. Foyt                 |     |     | Rit |     |     |     |     |     |     |     | 0       |
| –    | Eddie Russo               |     |     | Rit |     |     |     |     |     |     |     | 0       |
| –    | Johnny Boyd               |     |     | Rit |     |     |     |     |     |     |     | 0       |
| –    | Gene Force                |     |     | Rit |     |     |     |     |     |     |     | 0       |
| –    | Jim McWithey              |     |     | Rit |     |     |     |     |     |     |     | 0       |
| –    | Len Sutton                |     |     | Rit |     |     |     |     |     |     |     | 0       |
| –    | Dick Rathmann             |     |     | Rit |     |     |     |     |     |     |     | 0       |
| –    | Al Herman                 |     |     | Rit |     |     |     |     |     |     |     | 0       |
| –    | Dempsey Wilson            |     |     | Rit |     |     |     |     |     |     |     | 0       |
| –    | Jack Fairman              |     |     |     |     |     |     | Rit |     |     |     | 0       |
| –    | Keith Greene              |     |     |     |     |     |     | Rit |     |     |     | 0       |
| –    | Mário de Araújo Cabral    |     |     |     |     |     |     |     | Rit |     |     | 0       |
| –    | Alfonso Thiele            |     |     |     |     |     |     |     |     | Rit |     | 0       |
| –    | Vic Wilson                |     |     |     |     |     |     |     |     | Rit |     | 0       |
| –    | Arthur Owen               |     |     |     |     |     |     |     |     | Rit |     | 0       |
| Pos. | Pilota                    |     |     |     |     |     |     |     |     |     |     | Punti   |

| Legenda | 1º posto     | 2º posto | 3º posto    | A punti         | Senza punti/Non class.  | Grassetto – Pole position Corsivo – Giro più veloce |
| Legenda | Squalificato | Ritirato | Non partito | Non qualificato | Solo prove/Terzo pilota | Grassetto – Pole position Corsivo – Giro più veloce |

### Classifica Costruttori
| Pos | Costruttore           | Punti   |
| --- | --------------------- | ------- |
| 1   | Cooper-Climax         | 48 (58) |
| 2   | Lotus-Climax          | 34 (37) |
| 3   | Ferrari               | 26 (27) |
| 4   | BRM                   | 8       |
| 5   | Cooper-Maserati       | 3       |
| 6   | Cooper-Castellotti    | 3       |
| 7   | Porsche               | 1       |
| 8   | Maserati              | 0       |
| 9   | JBW-Maserati          | 0       |
| 10  | Scarab                | 0       |
| 11  | Behra-Porsche-Porsche | 0       |
| 12  | Aston Martin          | 0       |

- Punti assegnati: 1° 8 punti - 2° 6 punti - 3° 4 punti - 4° 3 punti - 5° 2 punti - 6° 1 punto esclusa 500 Miglia di Indianapolis.
- Nel conteggio punti per il campionato valgono solo i migliori 6 risultati. Solo la prima automobile classificata segna punti. Nella colonna Punti sono indicati quelli effettivamente validi per il campionato, tra parentesi i punti totali conquistati.

## Gare non valide per il campionato[2]
| Nome                          | Circuito     | Data         | Vincitore     | Costruttore/Motore |
| ----------------------------- | ------------ | ------------ | ------------- | ------------------ |
| VIII Glover Trophy            | Goodwood     | 18 aprile    | Innes Ireland | Lotus-Climax       |
| XII BRDC International Trophy | Silverstone  | 14 maggio    | Innes Ireland | Lotus-Climax       |
| V Silver City Trophy          | Brands Hatch | 1º agosto    | Jack Brabham  | Cooper-Climax      |
| I Lombank Trophy              | Snetterton   | 17 settembre | Innes Ireland | Lotus-Climax       |
| VII International Gold Cup    | Oulton Park  | 24 settembre | Stirling Moss | Lotus-Climax       |